# 薩特卡區

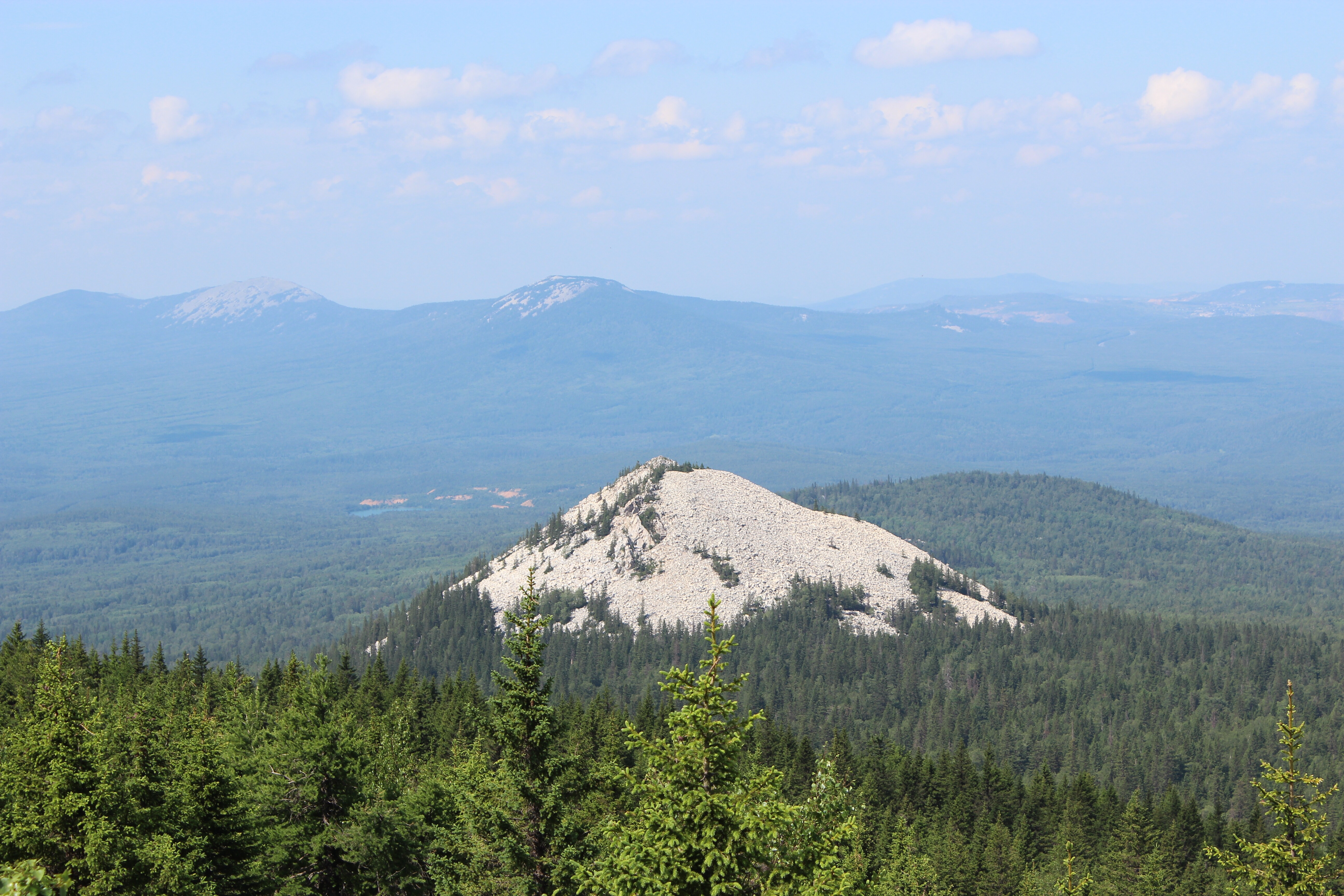

55°03′N 59°03′E / 55.050°N 59.050°E
薩特卡區（俄语：Саткинский район），是俄羅斯的一個區，位於該國西南部，由車里雅賓斯克州負責管轄，面積2,397平方公里，2010年人口39,371，人口密度每平方公里16.43人。